# Sebastian Klaas
Sebastian Klaas (Ibbenbüren, 30 giugno 1998) è un calciatore tedesco, centrocampista del Paderborn.

## Carriera

### Club
Klaas è cresciuto nel settore giovanile dell'Osnabrück ed ha debuttato in prima squadra il 13 maggio 2017 nell'incontro di 3. Liga perso 1-0 contro lo Zwickau. Ha segnato il suo primo gol il 3 dicembre seguente, nel pareggio per 2-2 contro il Werder Brema II. La sua esperienza con il club della Bassa Sassonia è stata segnata da frequenti infortuni, fra cui la rottura del legamento crociato del ginocchio destro che gli ha fatto saltare quasi interamente la stagione 2020-2021. L'annata seguente ha trovato continuità per la prima volta ed ha giocato 39 incontri mettendo a segno 10 reti in terza divisione.
Il 12 maggio 2022 è passato a parametro zero al Paderborn, tuttavia un mese più tardi nell'amichevole contro il Verl ha riportato la rottura del legamento crociato posteriore del ginocchio sinistro, che lo ha tenuto lontano dai campi per tutta la prima parte di stagione. Ha debuttato con i nerazzurri il 27 gennaio 2023 nell'incontro vinto 1-0 contro il Karlsruhe dove ha fornito l'assist decisivo a Robert Leipertz nei minuti di recupero finali.

### Nazionale
Ha giocato con la nazionale tedesca Under-19.

## Statistiche
Statistiche aggiornate al 4 gennaio 2025.

### Presenze e reti nei club
| Stagione         | Squadra          | Campionato       | Campionato | Campionato | Coppe nazionali | Coppe nazionali | Coppe nazionali | Coppe continentali | Coppe continentali | Coppe continentali | Altre coppe | Altre coppe | Altre coppe | Totale | Totale | Totale |
| Stagione         | Squadra          | Comp             | Pres       | Reti       | Comp            | Pres            | Reti            | Comp               | Pres               | Reti               | Comp        | Pres        | Reti        | Pres   | Reti   |        |
| ---------------- | ---------------- | ---------------- | ---------- | ---------- | --------------- | --------------- | --------------- | ------------------ | ------------------ | ------------------ | ----------- | ----------- | ----------- | ------ | ------ | ------ |
| 2016-2017        | Osnabrück II     | OL               | 2          | 0          | -               | -               | -               | -                  | -                  | -                  | -           | -           | -           | 2      | 0      |        |
| 2016-2017        | Osnabrück        | 3L               | 1          | 0          | CG              | 0               | 0               | -                  | -                  | -                  | NP          | 1           | 0           | 2      | 0      |        |
| 2017-2018        | Osnabrück        | 3L               | 15         | 1          | CG              | 1               | 0               | -                  | -                  | -                  | NP          | 1           | 0           | 17     | 1      |        |
| 2018-2019        | Osnabrück        | 3L               | 4          | 1          | CG              | 0               | 0               | -                  | -                  | -                  | NP          | 1           | 0           | 5      | 1      |        |
| 2019-2020        | Osnabrück        | 2L               | 8          | 0          | CG              | 0               | 0               | -                  | -                  | -                  | -           | -           | -           | 8      | 0      |        |
| 2020-2021        | Osnabrück        | 2L               | 2          | 0          | CG              | 1               | 1               | -                  | -                  | -                  | -           | -           | -           | 3      | 1      |        |
| 2021-2022        | Osnabrück        | 3L               | 36         | 9          | CG              | 2               | 1               | -                  | -                  | -                  | NP          | 1           | 0           | 39     | 10     |        |
| Totale Osnabrück | Totale Osnabrück | Totale Osnabrück | 66         | 11         |                 | 4               | 2               |                    | -                  | -                  |             | 4           | 0           | 74     | 13     |        |
| 2022-2023        | Paderborn        | 2L               | 5          | 0          | CG              | 0               | 0               | -                  | -                  | -                  | -           | -           | -           | 5      | 0      |        |
| 2023-2024        | Paderborn        | 2L               | 32         | 3          | CG              | 3               | 2               | -                  | -                  | -                  | -           | -           | -           | 35     | 5      |        |
| 2024-2025        | Paderborn        | 2L               | 9          | 2          | CG              | 1               | 0               | -                  | -                  | -                  | -           | -           | -           | 19     | 2      |        |
| Totale Paderborn | Totale Paderborn | Totale Paderborn | 46         | 5          |                 | 4               | 2               |                    | -                  | -                  |             | -           | -           | 50     | 7      |        |
| Totale carriera  | Totale carriera  | Totale carriera  | 114        | 16         |                 | 8               | 4               |                    | -                  | -                  |             | 4           | 0           | 126    | 20     |        |

## Palmarès

### Club

#### Competizioni regionali
- Saarlandpokal: 2

Osnabrück: 2016-2017

#### Competizioni nazionali
- 3. Liga: 1

Osnabrück: 2018-2019